# Johannes Nikolaus Buek hijo
Johannes Nicolaus Buek ( 1779 , Hamburgo - 31 de enero 1856 , Fráncfort del Óder ) fue un farmacéutico y botánico alemán.

## Vida

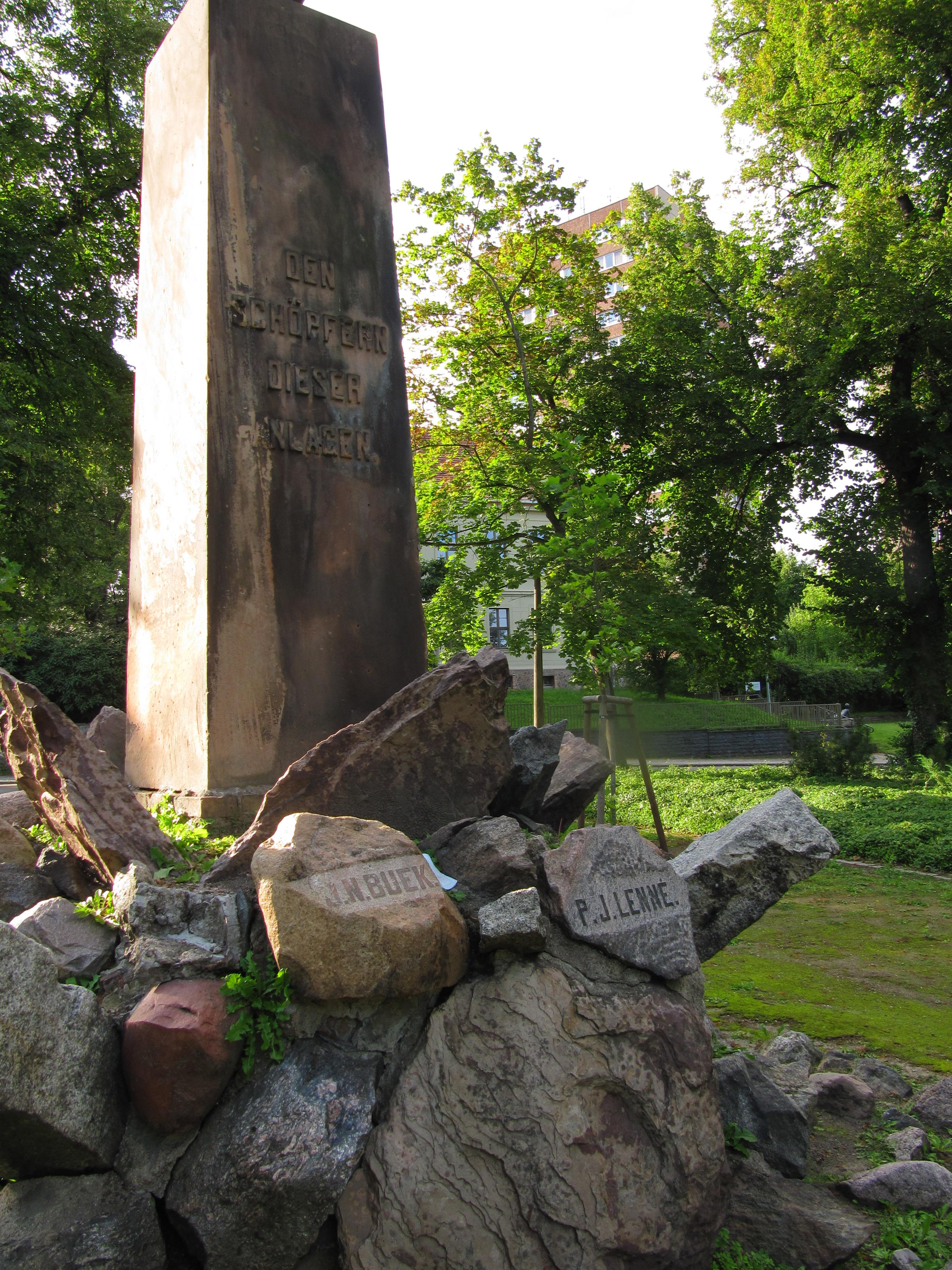
Monumento creado en el Parque Lennépark de Fráncfort, Buek y Lenné

Johann Nicolaus era hijo del hamburgues horticultor comercial y botánico Johann Nikolaus Buek (1736–1812). Su hermano fue jardinero de la Corte imperial de San Petersburgo.
Llegó en 1807 a Fráncfort del Óder; y fue farmacéutico en la Farmacia del Águila. En 1808 se casó con la hija del dueño de esa botica. Después de la muerte de su padre en 1812, se hizo cargo de la farmacia familiar, y la operó hasta 1827.
Buek fue conocido como botánico, y estudió de cerca la flora regional, estudiando además los escritos de los mayores botánicos de Fráncfort y de los botánicos más famosos de su tiempo.
En la concepción del diseño del Jardín y Parque Peter Joseph Lenné de Fráncfort Buek fue el responsable de la ejecución del plan de siembra; comprando las plantas en los Reales Bosques Nacionales y vivero de árboles en Potsdam.

## Honores
- En su honor se nombró al Parque de Fránkfort, y se colocó un monumento (ver imagen).

- En 1837 se convirtió en miembro de la Academia de Ciencias Públicas de Erfurt.[1]

## Algunas publicaciones
- Hortus Francofortanus oder Verzeichnis der in meinem Garten cultivierten Gewächse mit Hinzufügung der in der Nähe Frankfurts wildwachsenden.
- Flora Francofurtana, 1801.

- La abreviatura «J.N.Buek bis» se emplea para indicar a Johannes Nikolaus Buek hijo como autoridad en la descripción y clasificación científica de los vegetales.[2]